# Pharai (Messenien)
Koordinaten: 37° 1′ 42″ N, 22° 7′ 46″ O
Pharai (altgriechisch Φαραί, auch Φηραί Pherai) war eine antike griechische, am Nedon gelegene Stadt in Süd-Messenien. An der Stelle befindet sich das heutige Kalamata.
Pharai wird bereits von Homer erwähnt. Das Gebiet der Stadt wurde 394 v. Chr. durch den athenischen Strategen Konon verwüstet. Spätestens durch König Philipp II. von Makedonien kam die Stadt zu Messenien. Ab 182 v. Chr. war Pharai Mitglied des Achaiischen Bundes und wurde von Kaiser Augustus einem Bund ehemals lakonischer Orte, den Eleutherolakonen, zugeteilt. Von der antiken Stadt blieben nur geringe Reste übrig.